# Isauro Covili
Isauro Ulises Covili Linfati OFM (ur. 22 marca 1961 w Lumaco) – chilijski duchowny rzymskokatolicki, biskup Iquique od 2022.

## Życiorys

### Prezbiterat
Święcenia kapłańskie przyjął 23 listopada 1990 w zakonie franciszkanów. Był m.in. mistrzem nowicjatu i postulatu, definitorem, sekretarzem, wikariuszem i przełożonym chilijskiej prowincji, a także wikariuszem generalnym zgromadzenia.

### Episkopat
23 kwietnia 2022 papież Franciszek mianował go biskupem ordynariuszem diecezji Iquique. Sakry udzielił mu 18 czerwca 2022 kardynał Celestino Aós Braco.